# باول إغرز
باول إغرز (بالإنجليزية: Paul Eggers)‏ هو محامي أمريكي، ولد في 20 أبريل 1919 في سيمور في الولايات المتحدة، وتوفي في 21 يونيو 2013 في دالاس في الولايات المتحدة بسبب مرض آلزهايمر.